# Halslin

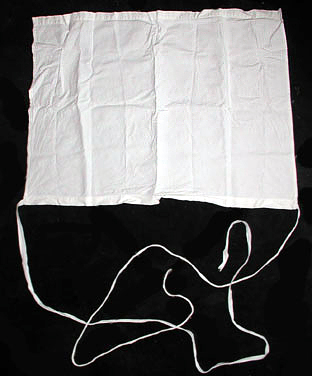
Amictus.

Halslin, humerale eller amictus, är ett tillbehör till den liturgiska klädnaden alba. Halslinet tas på innan man tar på alban och fälls ner som en krage över denna. Den symboliserar "frälsningens hjälm" (Första Thessalonikerbrevet 5:8). Det anses gå tillbaka på ett profant romerskt plagg och blev omkring år 1000 ett vanligt tillbehör till mässkjortan.